# Епоха (фільм)
«Епоха» (англ. Epoch) — американський фантастичний телефільм 2001 р. режисера Метта Кодда. Головні ролі виконували: Девід Кіт, Стефані Нізнік, Брайан Томпсон і Шеннон Лі. Згідно з сюжетом виявлений дивний моноліт, до якого направлена команда з метою його вивчення.
Епоха: Еволюція є продовженням 2003 р. режисера Яна Вотсона, сценариста Сема Веллса з Девідом Кітом і Брайаном Томпсоном у головних ролях.

## Сюжет
Сюжет розгортається в Бутані, де раптово з-під землі з'являється величезне обертове кам'яне утворення, яке зцілює будь-які рани і повертає мертвих до життя. Зіткнувшись з невідомим, уряд Бутану волає про допомоги США. Уряд США посилає військових перекрити доступ до формування, яке вони назвали «тором» через обертання. Для дослідження цієї споруди явно неземного походження викликані доктор Кейсі Цабан й інженер Мейсон Ренд.
Тим часом у Бутан прибувають китайські війська, стурбовані присутністю американської армії так близько до китайського кордону. Вважаючи «тор» загрозою для Китаю, китайські ВПС посилають два «МіГа» для знищення конструкції. Ракети не завдають «тору» ніяких пошкоджень, але його удар у відповідь знищує обидва винищувачі. Представник Китаю вимагає, щоб їм дозволили застосувати потужнішу зброю проти «тора», але китайці відступають, побачивши чудодійний ефект присутності «тора» на будь-які рани (сам представник був застрелений американським солдатом, але його рана затяглася майже миттєво; обидва пілоти також вижили).
Пробравшись всередину «тора», Кабан і Ренд дізнаються що йому мільярди років. Він був поміщений на Землю прибульцями заради досвіду зі спрямованої еволюції. Як вони дізнаються, до нашої гілки еволюції існувала ще принаймні одна, всі сліди якої були знищені «тором», який вирішив, що досвід не вдався, і почав все заново. Мабуть, те ж саме відбувається і зараз, оскільки «тор» почав покривати Землю щільним хмарним шаром, який викличе льодовиковий період і вимирання людства.
Дізнавшись про це, військове командування приймає рішення підірвати «тор» ядерною бомбою. Всі дослідження згортаються і війська обох армій відступають на безпечну відстань. Цабан і Ренд вважають, що такий грубий удар лише підтвердить думку прибульців, що люди — тупикова гілка еволюції, і пробираються всередину «тора», щоб знешкодити бомбу. Навіть такий досвідчений інженер як Ренд не здатен зупинити вибух, Цабан і Ренд цілуються перед смертю. Об'єкт поглинає всю енергію вибуху, Цабан і Ренд залишаються в живих. Сам «тор» згортається і летить у космос, прибравши при цьому створений хмарний шар. Ренд розуміє, що це його дії змусили прибульців дати людям ще один шанс на життя.
Через деякий час, коли Ренд читає лекцію, до нього приходить Цабан. Вона пояснює, що до подій у Бутані була не спроможна мати дітей і вже довгий час ні з ким не була, але тільки що вона дізналася, що вагітна. Ренд усвідомлює, що якимось чином Кабан завагітніла від нього всередині «тора», хоча між ними нічого не було.

## Ролі
- Девід Кіт — Мейсон Ренд
- Стефані Нізнік — д-р Кейсі Цабан
- Райан О'Ніл — Аллен Лісандр
- Брайан Томпсон — капітан Тавер
- Стів Бонд — полковник Телл
- Крейг Воссон — Хадсон
- Майкл Кавано — Вільямс
- Шеннон Лі — Памела
- Джеймс Ейвері — доктор Соломон Холт
- Джеймс Хонг — посол Po
- Джозеф Патрік Келлі — Джо Келлі
- Дональд Лі — китайський науковець
- Марк Макклюр — німецький науковець
- Елой Касадос — мексиканський доктор

## Виробництво
Фільм отримав рейтинг PG-13 через деякі сцени з насильством і ненормативною лексикою.
У Німеччині фільм вийшов під назвою «Тор — таємниця з іншого світу» (нім. Torus — Das Geheimnis aus einer anderen Welt).

## Критика
24 листопада 2001 р. фільм дебютував на Sci Fi Channel і отримав рейтинг у 2,3 балли, або 1,7 млн глядачів, що є високим рейтингом мережі, перевершивши мінісеріал Дюна Френка Герберта (2000).
Рейтинг на сайті IMDb — 4,9/10.